# Somersal Herbert
Somersal Herbert est une paroisse civile et un village du Derbyshire, en Angleterre.